# Agata Mróz-Olszewska
Agata Danuta Mróz-Olszewska (7. dubna 1982 Dąbrowa Tarnowska – 4. června 2008 Vratislav) byla polská volejbalistka, hráčka a kapitánka polského národního volejbalového týmu.
V národním družstvu získala dvakrát titul mistryně Evropy (2003 a 2005), v týmu BKS Stal Bielsko-Biała pak dvakrát titul mistryně Polska (2003 a 2004). Těchto vrcholných úspěchů dosáhla i přesto, že od svých 17 let trpěla těžkou leukémií. V roce 2007 ukončila kvůli nemoci kariéru a měla absolvovat transplantaci kostní dřeně, operaci ale odložila poté, co otěhotněla. 4. dubna 2008 porodila dcerku Lilianu. 22. května pak podstoupila odloženou transplantaci. 4. června téhož roku zemřela na následky infekce.
Prezident Lech Kaczyński ještě týž den oznámil, že posmrtně obdrží Order Odrodzenia Polski.